# 三春ダム
三春ダム（みはるダム）は、福島県田村郡三春町に所在する、一級河川・阿武隈川水系大滝根川にあるダムである。

## 概要
国土交通省東北地方整備局が管理する国土交通省直轄ダムで、大滝根川・阿武隈川中流部の治水と郡山市など福島県中通り中部地域への利水を目的とした特定多目的ダムであり、白石川の七ヶ宿ダムや摺上川の摺上川ダムと共に阿武隈川の治水に資している。福島県内では比較的新しいダムであり、周辺地域とあわせて新たな観光資源ともなった。計画の時点では名称が大滝根ダムであったが、周辺住民の要望により、町名にあわせた三春ダムとなった。
このダムでは国土交通省直轄ダムでは初めてダム本体のコンクリート打設に合理化施工方法として拡張レヤ工法（ELCM）を採用した。また、景観に配慮するため、三春町が城下町であることを踏まえてダム本体に石垣のような装飾が施された。
建設によってダム周辺には87世帯、三春町外へ45世帯が移転した。水没地域が複雑に入り組んでおり、周辺に土地があったことや三春町中心部からそれほど離れていない、いわば里ダムであったことから多くが周辺地域に留まったといわれている。
ダム湖は有名な三春滝桜があるなどさくらで有名な地域であることからさくら湖と名づけられた。ダム湖には春田大橋が架けられた。
右岸には入場無料の三春ダム資料館がある。

## ギャラリー

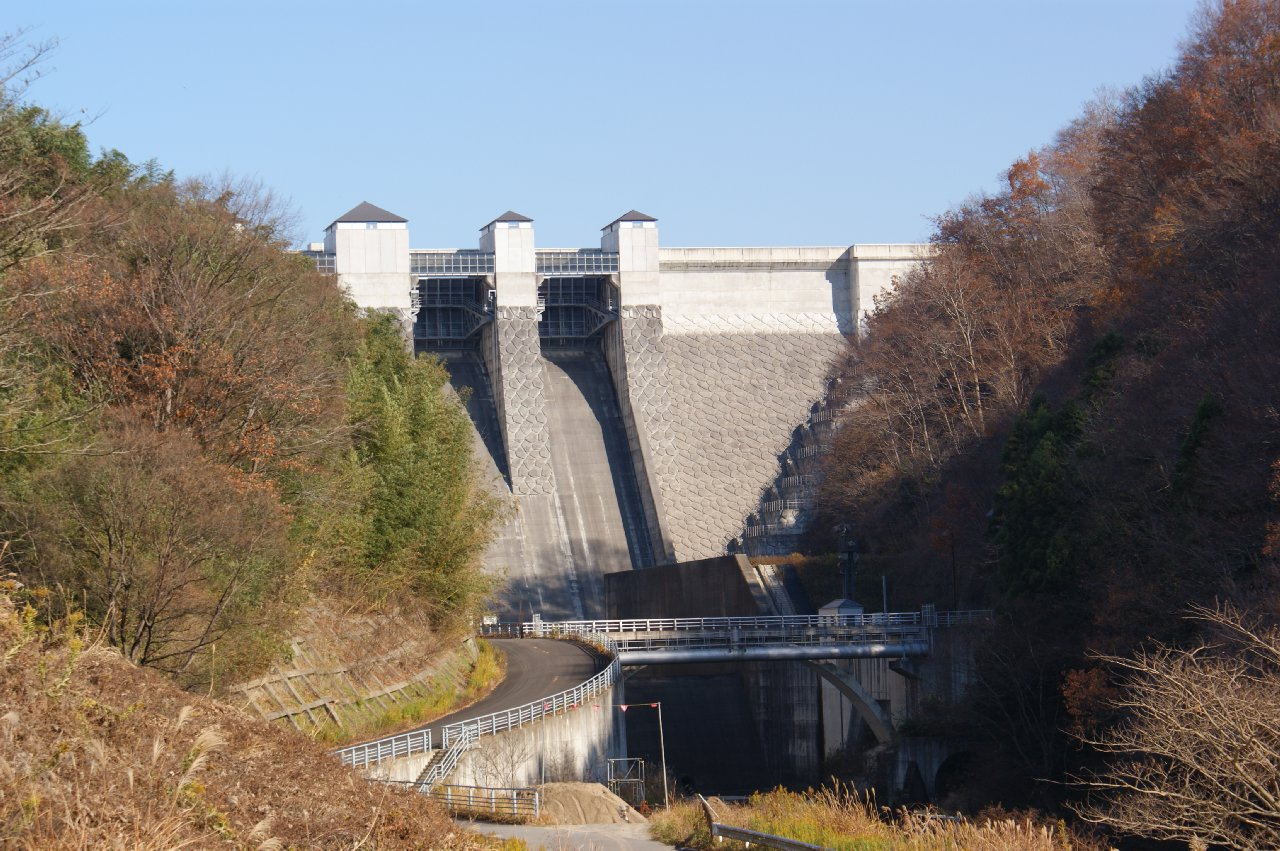
三春ダム正面画像
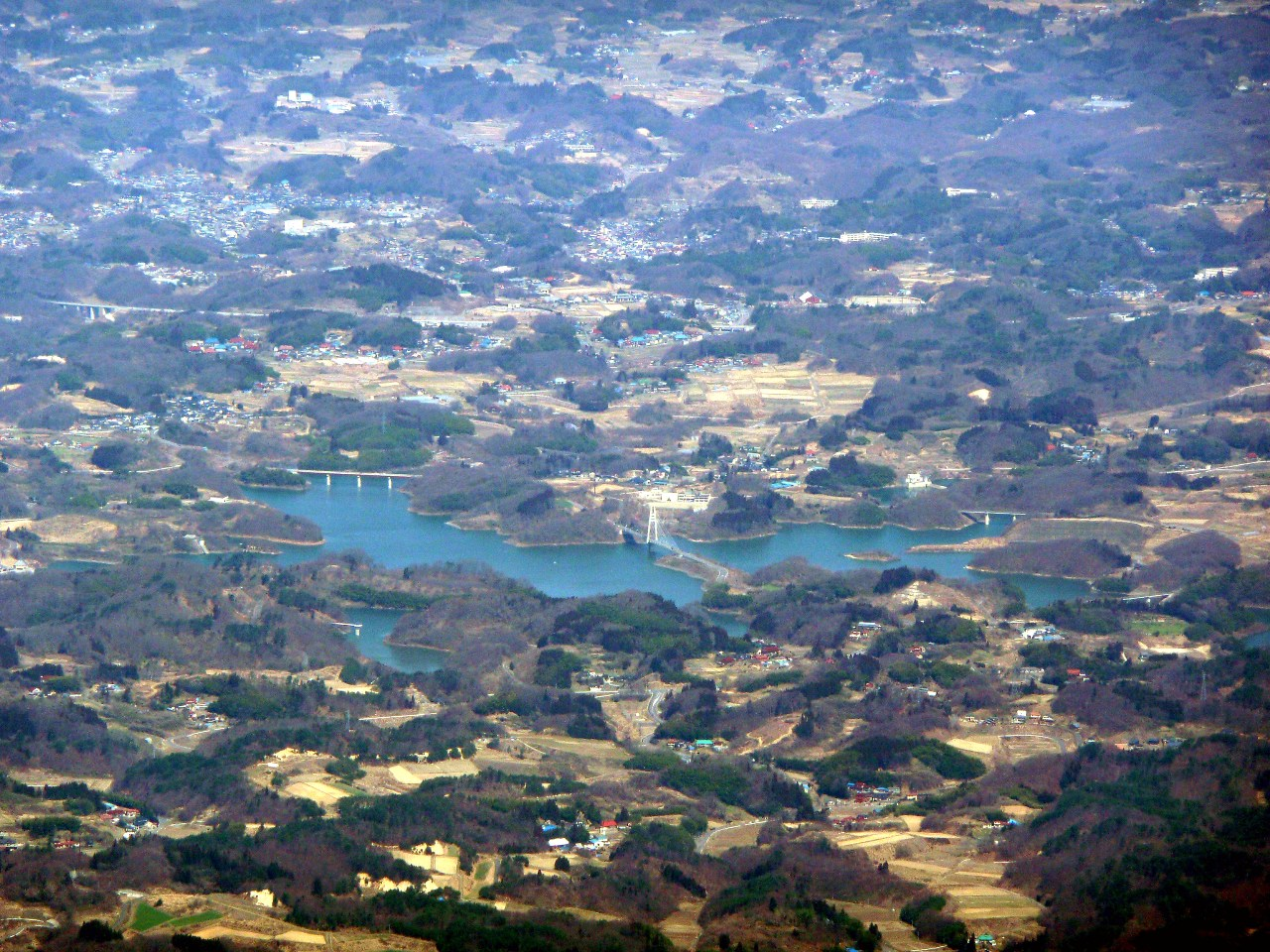
さくら湖と阿武隈高地
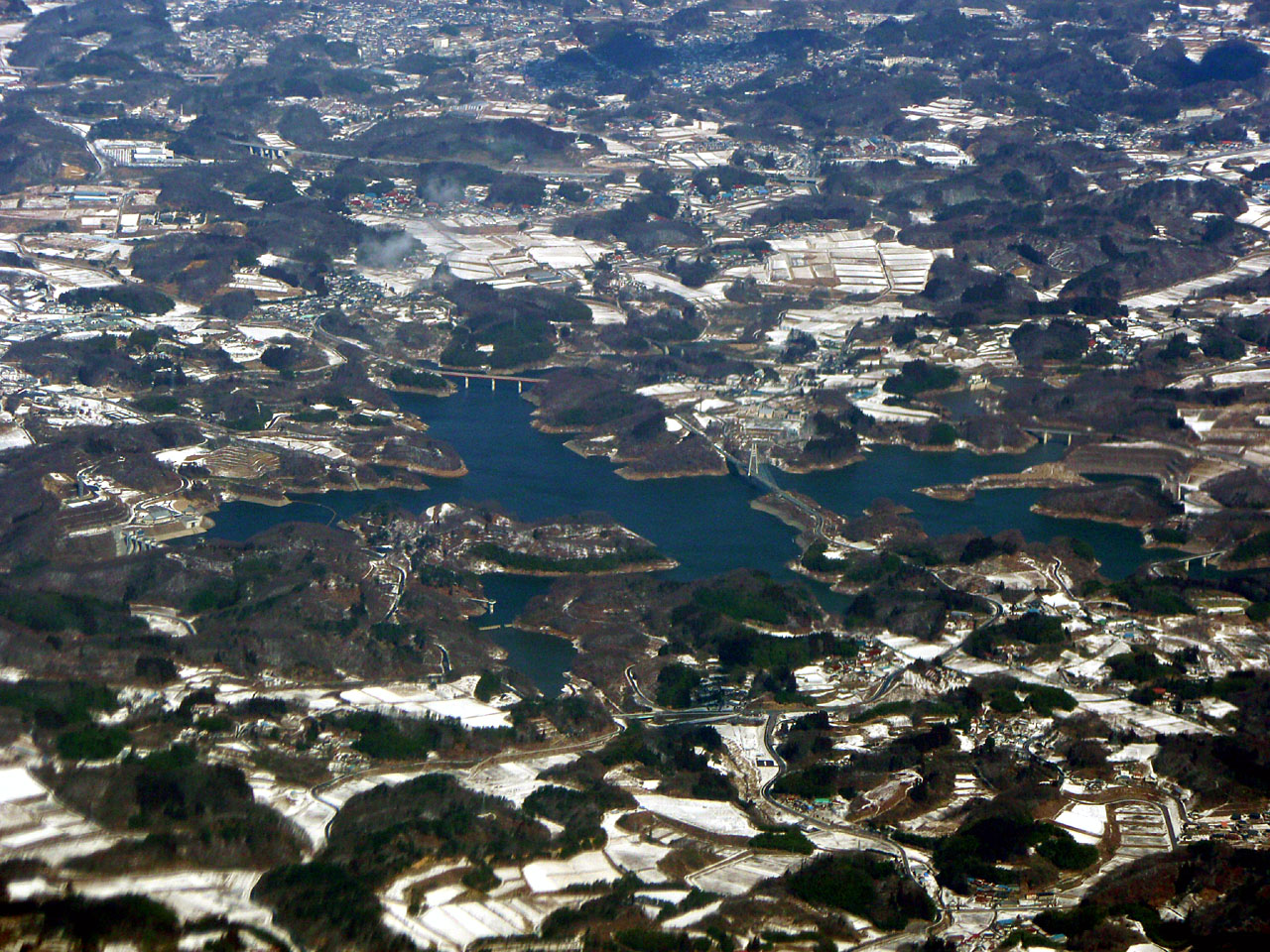
早春のさくら湖

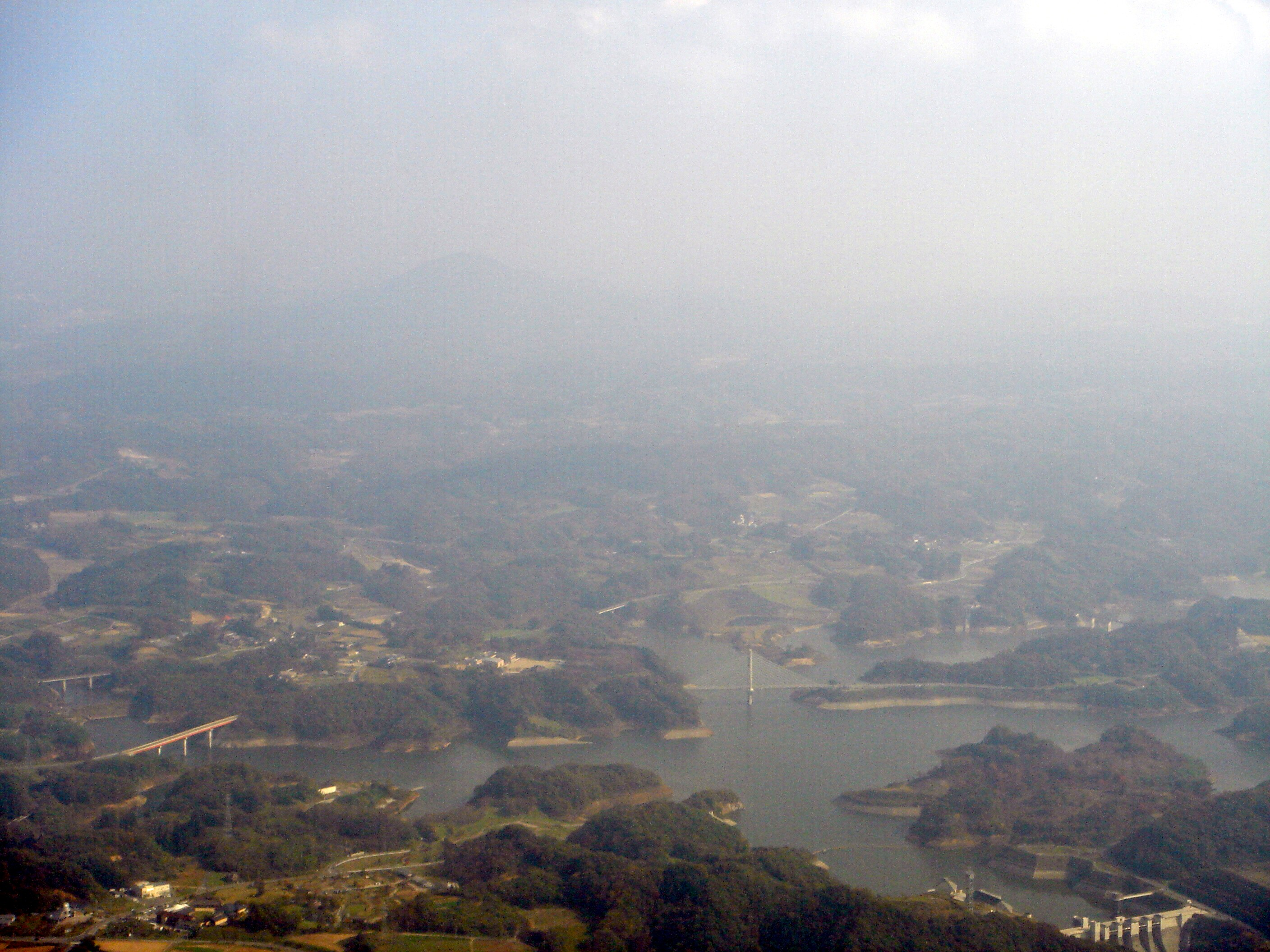
さくら湖
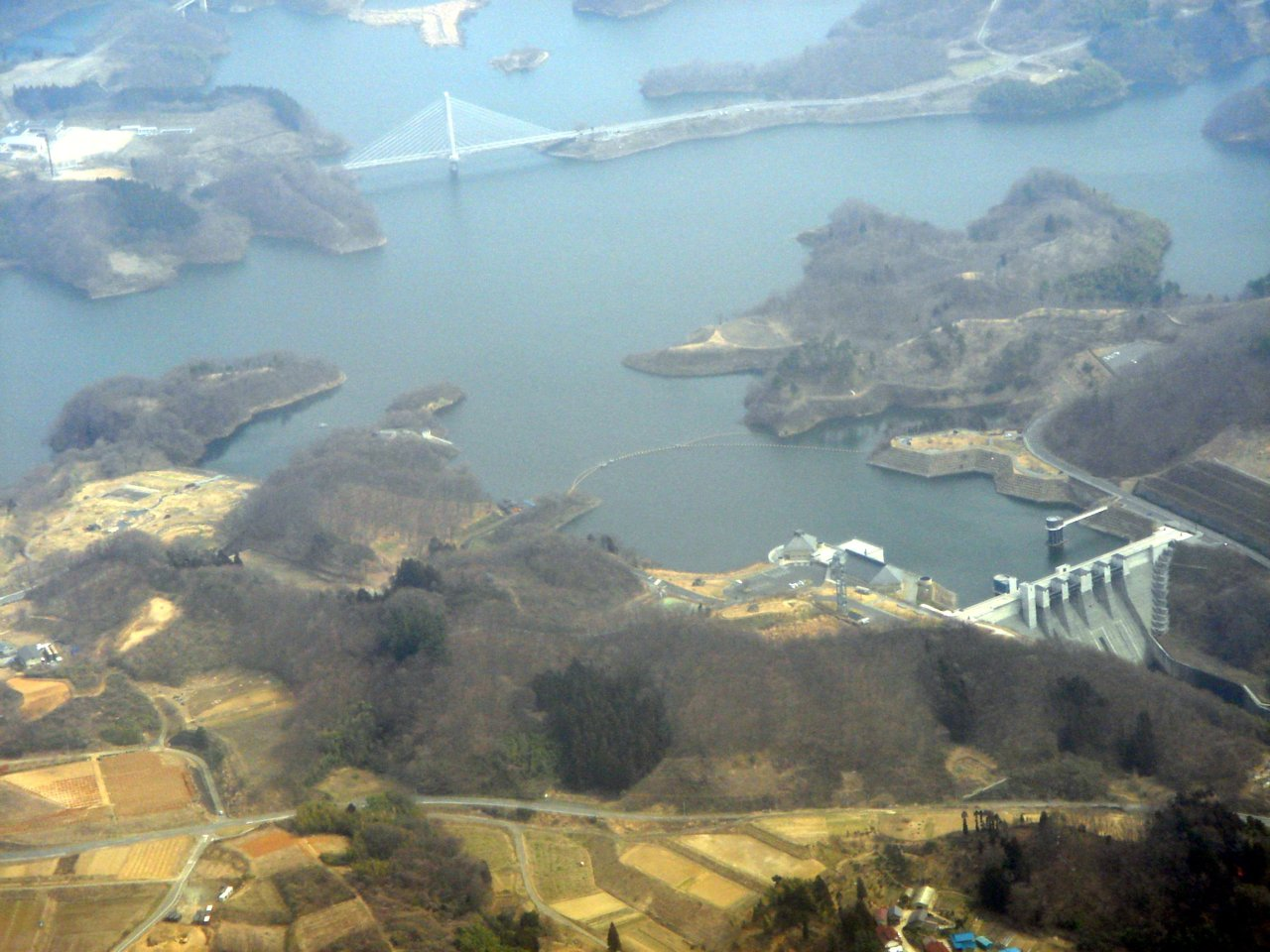
三春ダムとさくら湖にかかる春田大橋

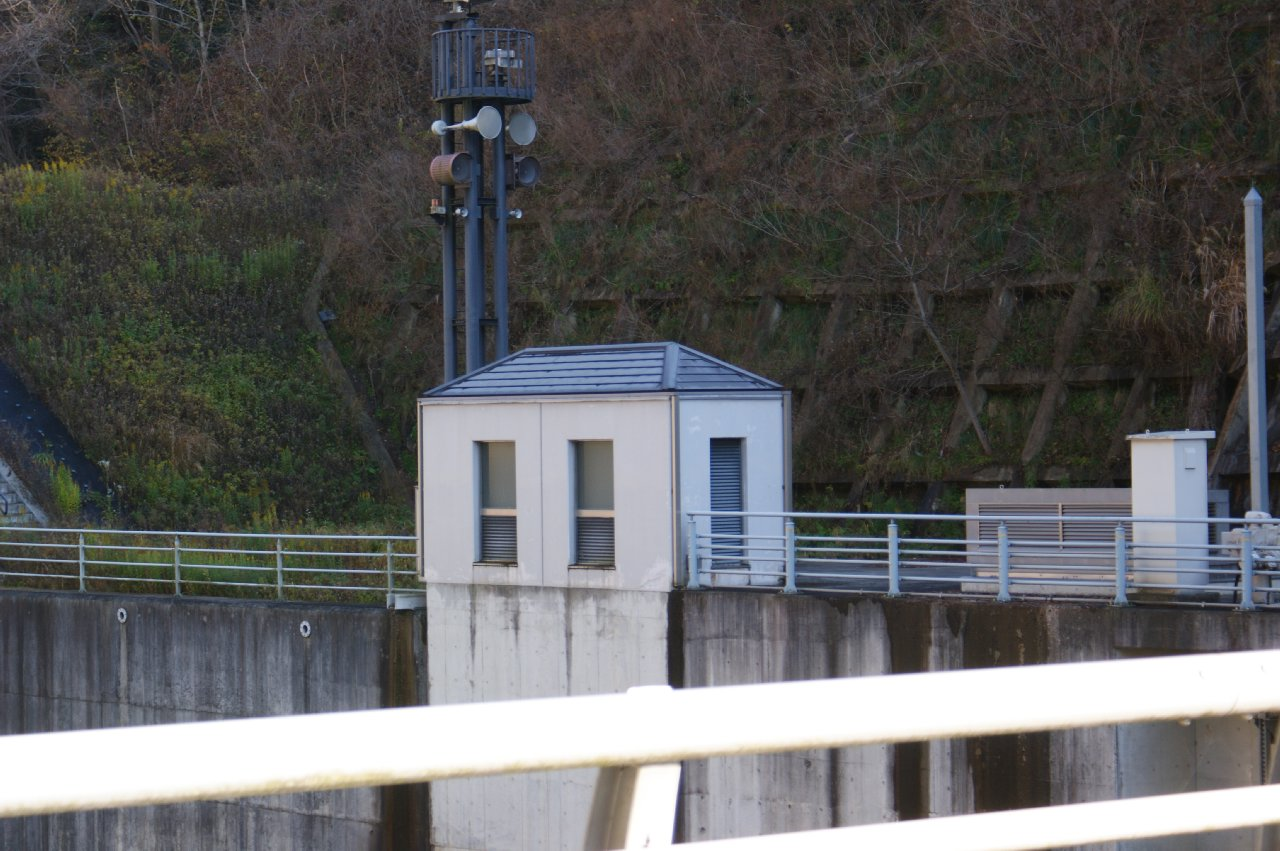
三春ダム管理用左岸発電所
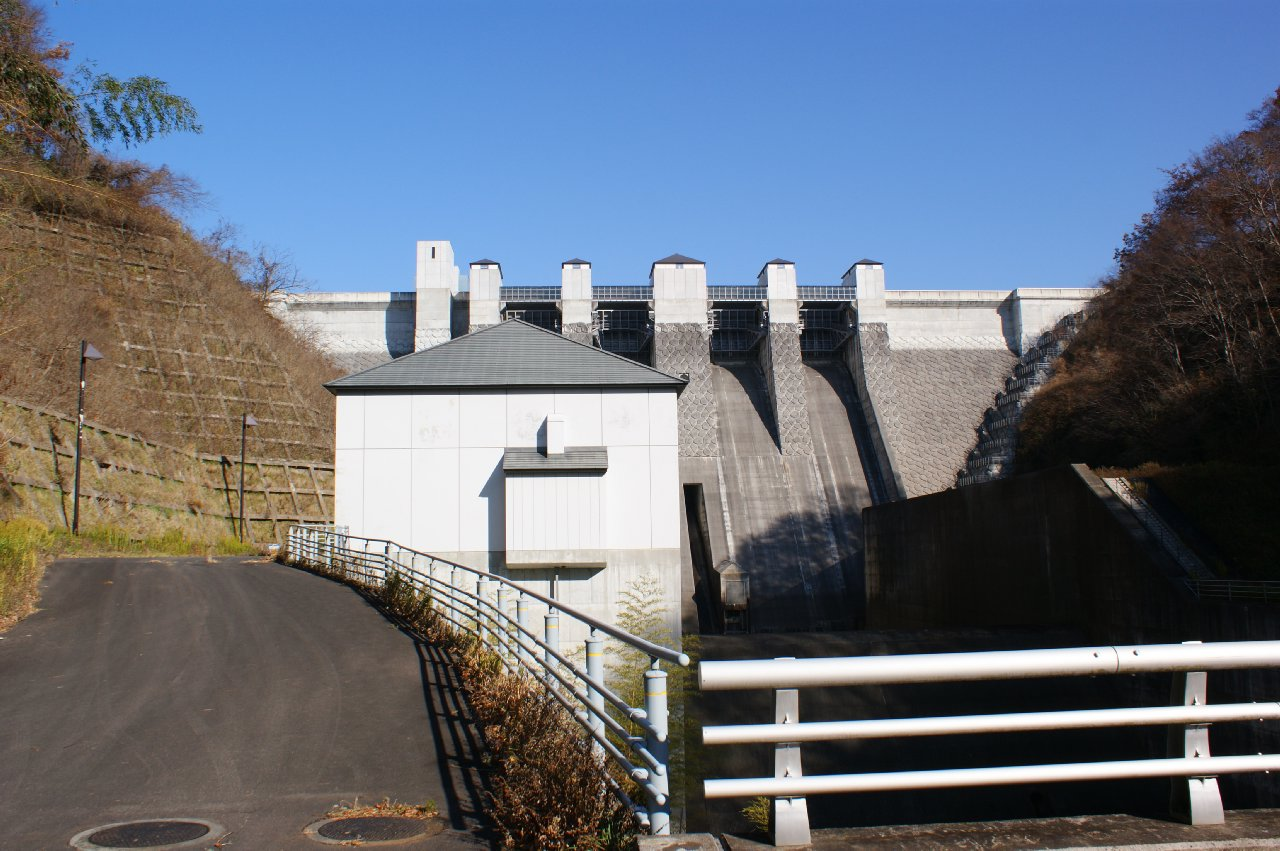
三春ダム管理用右岸発電所